# Northern Etchells
Northern Etchells var en civil parish från 1866 till 1931 då den blev en del av Manchester, i grevskapet Cheshire (nu Greater Manchester), i England. Denna civil parish hade 906 invånare år 1921.